# إنكار تركيا للأكراد
إنكار الأكراد هو سياسة الدولة الرسمية في تركيا لعدة عقود، وأنكرت هذه السياسة المجموعة الإثنية للأكراد وزعمت أنهم مجموعة فرعية من الأتراك. اخترع الجنرال عبد الله ألبدوغان المصطلح الملطف «أتراك الجبل» واستخدم في البداية لوصف الناس الذين يعيشون في الجبال الذين لا يتحدثون لغتهم الخاصة بل اللهجة التركية. دافع توفيق رشدي أراس، وزير الخارجية التركي بين عامي 1925 و 1938، عن فكرة أن الأكراد يجب أن يختفوا مثل الهنود في الولايات المتحدة. قال كاظم كارابكر، القائد السابق للجيش التركي خلال حرب الاستقلال، إن الأكراد في درسيم كانوا في الواقع أتراكًا مندمجين ويجب تذكيرهم بتركيتهم. صرح وزير العدل التركي محمود عزت بوزكورت، أنه لا توجد أمة أخرى يمكنها المطالبة بحقوق في تركيا غير العرق التركي، وأن جميع غير الأتراك لهم الحق فقط في أن يكونوا خدامًا أو عبيدًا.
بعد ذلك، حُظر ذكر كلمتَي الأكراد وكردستان، واستُبدلت بعبارات مثل «أتراك الجبل» و«الشرق» على التوالي. وتضمن الحظر أيضًا كتابة نصوص باللغات الأجنبية. أنكِر وجود أمة كردية على الإطلاق، وفقًا لفرضية التاريخ التركي، هاجر الأكراد من آسيا الوسطى الطورانية في الماضي، وفي نظرية لغة الشمس، زُعم أيضًا أن الأكراد من أصل تركي وآسيوي، وقد نسوا لغتهم الموروثة بسبب حقيقة أنهم كانوا يعيشون منعزلين في الجبال تحت الحكم الفارسي. خلال عشرينيات وثلاثينيات القرن العشرين، غُرم التجار عن كل كلمة من الكلمات الكردية استخدموها بشكل منفصل. في المدرسة، كان الطلاب يعاقبون في حال قُبض عليهم وهم يتحدثون الكردية، وخلال الستينيات أنشئت مدارس داخلية لتعليم اللغة التركية من أجل فصل الطلاب عن أقاربهم الأكراد وجرى تتريك السكان الأكراد.
أصبح مصطلح «جبل الترك» أكثر شيوعًا في عام 1961 عندما دعم الرئيس التركي جمال كورسل الدراسات لإثبات الطابع التركي للأكراد. كتب كورسل مقدمة في كتاب لمحمد شريف فرات، طالب فيها بدراسات تقدم دليلًا على حقيقة تؤكد أن الأكراد هم في الواقع «أتراك جبليين». كان كورسل أيضًا رئيسًا لمعهد البحوث الثقافية التركي المنشأ حديثًا والذي نشر العديد من الكتب حول هذا الموضوع. إلى جانب ذلك، شجع كورسل على استخدام عبارة «ابصق في وجه من يدعوك كردي». خلال المحاكمات ضد الموقد الثقافي الثوري في أعقاب الانقلاب في عام 1971، ادعت النيابة بأن الأكراد غير موجودين بالفعل، ولغتهم كانت في الواقع لهجة من التركية. أنكر كنعان أورن أيضًا، رئيس المجلس العسكري في أعقاب الانقلاب العسكري في عام 1980، وجود عرقية كردية وادعى أن كلمة كردي نشأت من صوت الثلج الذي يصنعه المرء إذا سار فيه وقيّد استخدام لغة الأكراد. استبدِل مصطلح «جبل الترك» رسميًا بالتعبير الملطف الجديد «الترك الشرقية» في عام 1980.

## القرن الحادي والعشرون
في مارس 2021 أصدرت وزارة التعليم الوطني التركية كتابًا مدرسيًا عن محافظة ديار بكر ذات الأغلبية الكردية لم يأتِ فيه ذكر الأكراد أو اللغة الكردية على الإطلاق. وادعت أن اللغة المستخدمة في محافظة ديار بكر تشبه اللهجة التركية المحكية في باكو بأذربيجان. في أغسطس 2021 غيرت السلطات اسم مسجد من القرن السابع عشر في كِلِّس من «مسجد الأكراد» إلى «مسجد الأتراك» مما أثار انتقادات من المجتمع الكردي.